# 털북숭이발두나트
털북숭이발두나트(Sminthopsis hirtipes)는 주머니고양이목 주머니고양이과에 속하는 유대류의 일종이다. 뒷발 발바닥에 은빛 털을 갖고, 발바닥 쪽으로 긴 털이 나 있다. 오스트레일리아 유대류로, 올데아두나트와 유사하며 상체는 노란-갈색을 띠며, 하체는 흰색이다. 전체 몸길이는 147~180mm이고, 평균 몸길이는 72~85mm, 꼬리 길이는 75~95mm이다. 귀 길이는 15mm 정도이다. 몸무게는 13~19g 사이이다. 꼬리는 가늘고 핑크빛을 띤 흰색이며, 엉덩이 쪽이 조금 더 두껍다.

## 분포 및 서식지
털북숭이발두나트는 세 군데 지역에서 서식한다. 웨스턴오스트레일리아주의 몽키 미아 만과 칼바리 지역 주변, 사우스오스트레일리아주 국경에 위치한 넓은 지역, 노던 준주와 웨스턴오스트레일리아 주에 집중적으로 분포하며, 노던 준주와 퀸즐랜드주 국경 사이의 사우스오스트레일리아 주 북쪽 국경 100km의 작은 지역에서 발견된다. 서식지는 건조 또는 반건조 삼림, 히스 관목 지대와 사바나 초원 지대이다.

## 번식 및 습성
털복숭이두나트는 거미나 황소개미 그리고 굴을 파는 기타 유사한 종들이 파 놓은 굴 속에서 산다. 번식 주기는 거의 알려져 있지 않지만 새끼는 10월부터 이듬해 4월 육아낭을 나올 때까지 육아낭 속에서 산다.

## 먹이
일반적인 먹이는 작은 파충류와 절지동물이다.